# Radio-Aktivität
A Radio-Aktivität (angol címe: Radio-Activity) a német Kraftwerk zenekar ötödik, 1975-ös stúdióalbuma. Ez volt a Kraftwerk első teljesen elektronikus albuma, amely egyben a radioaktivitás és a rádiókommunikáció témái köré szerveződő koncepcióalbum is Az album összes kiadása kétnyelvű – angol és német – volt.
Az album két félből álló címe (radio és aktivität) szójáték, részben a rádióaktivitásra, részben az aktív rádiózás témájára utal.
Az albumot a düsseldorfi Kling Klang Stúdióban, a zenekar saját stúdiójában rögzítették. Az album összes számát Ralf Hütter és Florian Schneider írta, a szövegek megformálásban Emil Schult segítette őket. Schult tervezte az album borítóját is, amely egy 1930-as évekbeli német néprádiót ábrázolt. A borító elején a rádió homlokzata, hátoldalán pedig a rádió hátlapja látható. 2009-ben az albumot újra kiadták, de ekkor a borítón már egy sárga alapon piros, radioaktivitásra figyelmeztető jel szerepelt.
Az albumhoz többféle elektronikus hangszert is használtak, köztük a beszédszintetizátort, az emberi hangot robothanggá alakító vocodert is. A zenekar pályafutása során először ezen az albumon nem használt fuvolát, gitárt vagy hegedűt.

## Az album zeneszámai
(német és angol nyelven)
1. Geigerzähler/Geiger Counter (1:07)
2. Radioaktivität/Radioactivity (6:40)
3. Radioland (5:50)
4. Ätherwellen/Airwaves (4:39)
5. Sendepause/Intermission (0:39)
6. Nachrichten/News (1:17)
7. Die Stimme der Energie/The Voice Of Energy (0:54)
8. Antenne/Antenna (3:42)
9. Radio Sterne/Radio Stars (3:30)
10. Uran/Uranium (1:27)
11. Transistor (2:14)
12. Ohm Sweet Ohm (5:37)

## Közreműködők
- Ralf Hütter – ének , billentyűs hangszerek és szintetizátorok
- Florian Schneider-Esleben – ének, billentyűs hangszerek és szintetizátorok
- Karl Bartos – elektronikus dobok
- Wolfgang Flür – elektronikus dobok
- Walter Quintus – hangmérnök